# Adoption
Pour les articles homonymes, voir Adoption (homonymie).
En droit de la famille, l'adoption du latin adoptare (étymologiquement : ad optare, « à choisir ») signifie « donner à quelqu'un le rang et les droits de fils ou de fille ». Autrement dit, l'adoption est une institution par laquelle un lien de famille ou de filiation est créé entre l'adopté, généralement un enfant, les adoptants, et ses nouveaux parents qui ne sont pas ses parents de naissance. L'adopté devient l'enfant de l'adoptant (lien de filiation) et obtient donc des droits et des devoirs moraux et patrimoniaux.
L'adoption peut avoir pour but de pourvoir aux besoins d'un enfant par l'établissement d'une filiation alors qu'il en est dépourvu car il est orphelin. L'adoption peut aussi permettre à une personne, l'adoptant de transmettre son héritage car elle n'a pas d'enfant ou alors si les deux parents sont du même sexe, ils ont le droit d'adopter. Il peut aussi être question de la volonté de créer une famille.
L'adopté peut être un enfant mineur ou un majeur, un orphelin, l'enfant de son conjoint, ou un enfant abandonné volontairement ou retiré à ses parents par l’État (protection de l'enfance) ou illégalement par une personne (trafic d'enfants). L'adoptant est une personne seule ou un couple de sexe différent ou de même sexe (adoption homoparentale), un étranger ou le conjoint du parent de l'enfant.
Selon le droit local, l'adoption peut être dite simple, plénière, confidentielle ou ouverte voire internationale si l'adopté ne provient pas du même pays que l'adoptant. À signaler, le droit musulman qui ne reconnait pas l'adoption mais permet une autre procédure : la kafala. Le droit positif peut faire coexister ces différents systèmes, ou n'en reconnaitre que certains.
La procédure d'adoption consiste généralement en une procédure préalable d'abandon ou d'adoptabilité de l'enfant suivie d'une procédure d'agrément à l'adoption et à l'enregistrement de celle-ci dans l'état civil.

## Histoire

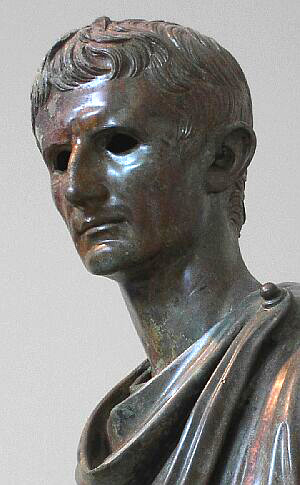
Auguste, né Gaius Octavus, dont l'adoption fut annoncée par testament de Jules César.

### Premières formes d'adoption: établir une descendance
Connue depuis la plus haute Antiquité, l'adoption ne sera pratiquée couramment qu'à partir des Romains. À Rome, l'adoption peut être dite « impériale » et avoir pour but la désignation d'un successeur officiel. Elle concerne donc généralement des adultes qui sont adoptés par un autre adulte n'ayant pas de descendance à qui transmettre leur patrimoine.

### Disparition, réprobation de l'adoption
Avec la fin de l'Antiquité, l'adoption disparait en Europe, elle est même interdite dans certaines conditions.

« L’adoption médiévale, qui était juridiquement instituée comme filiation fictive, ne pouvait avoir lieu que si l’adoptant était en état de procréer, ce qui interdisait l’adoption aux eunuques et aux impuissants. De même, il était « contraire à la vérité » et impossible selon la nature que l’adopté fût considéré comme le fils fictif d’un adoptant qui aurait été plus jeune que lui parce que, dans la nature, le père est nécessairement plus âgé que le fils. »

De l'autre côté de la Méditerranée, l'adoption est interdite par le droit musulman. Il s'agit d'une interprétation du verset 4 et 5 de la sourate 33 du Coran :
« Dieu n'a pas mis deux cœurs à l'homme ; il n'a pas accordé à vos épouses le droit de vos mères, ni à vos fils adoptifs ceux de vos enfants »
« Appelez vos fils adoptifs du nom de leurs pères, ce sera plus équitable devant Dieu. Si vous ne connaissez pas leurs pères, qu'ils soient vos frères en religion et vos clients ; vous n'êtes pas coupables si vous ne le savez pas ; mais c'est un péché de le faire sciemment… ».
À sa place, il est instauré la kafala, un système de placement sans modification de la filiation.

### Réhabilitation de l'adoption

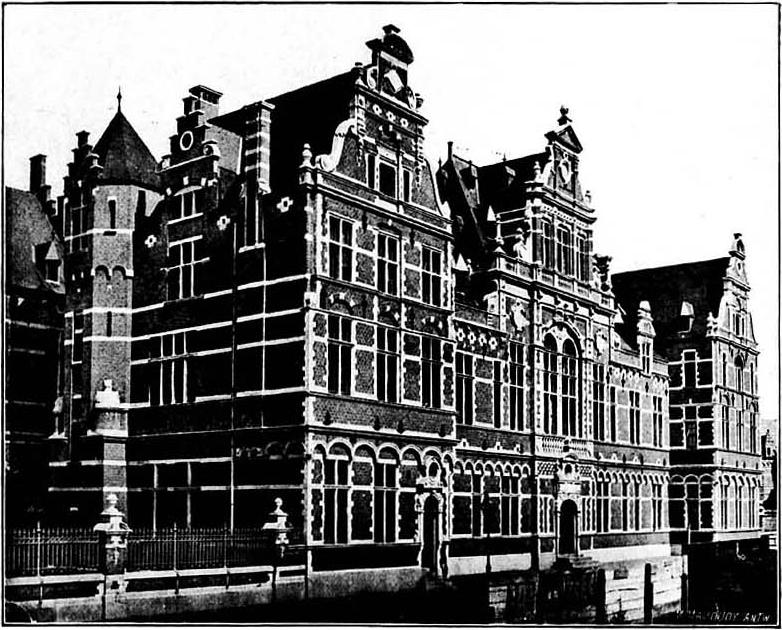
Léonard Blomme Orphelinat de garçons, Anvers (1881)

Avant l'adoption dite moderne, telle qu'on la connaît depuis la seconde moitié du XXe siècle, il a existé plusieurs formes d'adoptions, dont les plus anciennes remontent au droit hellénique puis au droit romain. Après une longue période de marginalisation, le recours à l'adoption réapparaît, selon les pays, entre la fin du XVIIIe siècle et le début du XIXe siècle.
À l'époque de la Révolution française, Hugues Fulchiron cité par Bruno Perreau dans son ouvrage Penser l'adoption, souligne que les révolutionnaires y voient la possibilité d'« imiter la nature, créer par la puissance de la volonté une seconde nature, plus harmonieuse et plus raisonnable que la première ». Aux États-Unis, elle prend son essor du fait de l'immigration et de la guerre de Sécession. L'adoption d'un orphelin indien par le père Anton Docher à la fin du XIXe siècle au Nouveau-Mexique constitue un exemple atypique d'adoption aux États-Unis.
La sociologue Martine Court note qu'« à la fin du XIXe siècle, les enfants qu'on adopte sont en priorité des garçons de 8-10 ans, en vue de les faire travailler. L'adoption a ensuite pris une finalité plus sentimentale : à partir des années 1920, on cherche à adopter pour vivre avec eux une relation affective, épanouissante, centrée sur le bonheur ».
En France, l'adoption moderne, dans le sens de la création d'un lien de filiation, prend son essor au terme de la Première Guerre mondiale. Il s'agissait alors de « faire face aux pertes de guerre ». La législation évolue, toujours dans le sens de la facilitation de l'adoption, jusqu'en 1976 où est définitivement inscrite dans la loi la finalité de « faire famille ».

### Expansion de l'adoption
L'adoption internationale a pris une importance croissante depuis la seconde moitié du XXe siècle. Selon les travaux de Peter Selman elle a augmenté de 40 % entre 1998 et 2004, année au cours de laquelle les vingt principaux pays d'accueil avaient reçu 45 000 enfants. On observe depuis une tendance baissière. Selon d'autres analyses portant sur les 23 principaux pays d'accueil, elles s'évaluent à 35 000 en 2008 et à 29 000 en 2010. Face à cette croissance des déplacements d'enfants, la communauté internationale a pris des mesures sans cesse croissantes de réglementation et de normalisation des procédures. Elles visent à protéger les enfants et, en particulier, à faire obstacle aux trafics d'enfants.

## Formes d'adoptions
Comme toute notion de droit de la famille, l'adoption reste une matière régalienne, conservant une certaine diversité selon les États mais elle fait l'objet de nombreuses conventions ou accords multilatéraux notamment pour gérer les effets des adoptions internationales. Il existe également des formes d'adoptions coutumière ou traditionnelle comme le don d'enfant.

### La diversité des systèmes d'adoption
Certains pays connaissent deux formes concurrentes d'adoption (comme la France : adoption simple et adoption plénière), d'autres n'en connaissent qu'une seule (Haïti par exemple). L'adoption peut être dite « ouverte » ou « confidentielle ». Elle peut être définitive ou révocable. (Ce principe de rupture du lien de filiation d'origine existe notamment en France, en Belgique, aux États-Unis et au Canada).

### Système dualiste ou système moniste
La France et la Belgique, héritiers du Code napoléon possèdent tous deux un régime sur l'adoption inscrit à l'article 343 et suivant du code civil national (code civil français, code civil belge). C'est un régime séparé en deux possibilités : adoption simple et adoption plénière.
L'adoption simple ne rompt pas le lien de filiation avec les parents de naissance de l'adopté. Elle ajoute à ce lien de filiation le lien de filiation adoptif créant ainsi une filiation double. Selon les droits nationaux, elle peut être révocable. Contrairement à l'adoption simple, l'adoption plénière rompt tout lien de filiation avec la famille d'origine de l'adopté. Elle est généralement irrévocable mais certains droits nationaux permettent qu'elle soit révisée.
En Haïti, par exemple, seule l'adoption simple est possible. En revanche en Suisse, le code civil ne permet qu'un système proche de l'adoption plénière.

### Adoption ouverte ou adoption confidentielle
Notamment utilisée aux États-Unis, l'adoption dite « confidentielle » est proche de l'accouchement sous X. Les origines biologiques de l'enfant adopté, et en particulier ses parents, sont conservées secrètes afin de prévenir la rencontre a posteriori entre l'enfant et l'un ou l'autre de ses parents de naissance.
L'adoption ouverte est une pratique en vigueur aux États-Unis. Dans son analyse, Florence Laroche-Gisserot, précise qu'elle « n'est pas dotée d'une identité juridique claire et précise », qu'elle est apparue autour des années 1970 et qu'elle se caractérise « par le fait que les parents biologiques rencontrent et choisissent eux-mêmes les futurs adoptants puis maintiennent des contacts entre ceux-ci et l'enfant ». En ce sens, elle présente des similitudes avec le placement volontaire de l'enfant.

## Droit international
L'adoption est régie par plusieurs textes internationaux de portée et de nature différente. Certains textes cherchent à organiser l'adoption, à protéger les droits de l'enfant ; d'autres ont pour but de faciliter la coopération entre pays pour faciliter l'adoption internationale et lutter contre le trafic d'enfants.

### Conventions à vocation mondiale

#### Textes principaux
Il existe deux textes principaux à vocation mondiale sur ce thème : la Convention internationale des droits de l'enfant (CIDE) rédigée en 1989 et la convention sur la protection des enfants et la coopération en matière d’adoption internationale de 1993.

##### La CIDE

Drapeau des Nations unies

La Convention internationale des droits de l'enfant (CIDE), traité international adopté le 20 novembre 1989 par les Nations unies proclame « l'intérêt supérieur de l'enfant » (art. 3), l'intérêt de protéger l'unité familiale (art. 9 et 10) mais aussi une « protection de remplacement » (art. 20 et 21).
La convention créé une hiérarchie entre ses protections en privilégiant les solutions évitant le déplacement de l'enfant. Les quatre solutions locales énumérées sont le placement dans une famille, la kafala dans les pays de droit islamique, l'adoption et le placement en établissement, ce dernier cas devant n'être envisagé qu'« en cas de nécessité ». Lorsque aucune solution satisfaisante pour l'enfant n'a pu être mise en œuvre dans son pays d'origine, l'adoption internationale peut alors être envisagée, celle-ci devant faire l'objet d'une vigilance particulière.
La convention internationale des droits de l'enfant s'impose à tous les pays l'ayant ratifiée, soit 190 des 193 États reconnus par l'ONU, c'est-à-dire sauf aux États-Unis, à la Somalie et au Soudan du Sud.

##### La Convention de La Haye
Le 29 mai 1993, un traité multilatéral de droit privé, la convention sur la protection des enfants et la coopération en matière d’adoption internationale, pose le cadre général de coopération internationale en matière d'adoption internationale. Il décline les principes de la Convention internationale des droits de l'enfant et énumère une série de règles visant à protéger l'enfant lorsqu'est envisagée une adoption internationale et à faciliter la coopération entre les États parties. En décembre 2012, il réunit 89 pays.

#### Autres textes
Le 18 décembre 2009, l'Assemblée générale des Nations unies adopte les « Lignes directrices relatives à la protection de remplacement pour les enfants » qui viennent compléter et renforcer les dispositions internationales en vigueur. Ce texte se limite à fixer des orientations souhaitables et n'a pas de valeur contraignante en droit international.
Dans son guide de bonnes pratiques numéro 2, la conférence de la Haye de droit international privé (HCCH) énumère les cinq principes fondamentaux qui s'envisagent simultanément et concourent, ensemble, à la réalisation des objectifs prévus par la convention :
- Principe de l’intérêt supérieur des enfants : l’intérêt supérieur de l’enfant est la considération primordiale dans toutes les questions relatives aux adoptions visées par la Convention ;
- Principe de subsidiarité : le caractère subsidiaire de l’adoption internationale est l’un des éléments à prendre en compte dans l’application du principe de l’intérêt supérieur de l’enfant ;
- Principe des garanties : l’établissement de garanties est nécessaire pour prévenir l’enlèvement, la vente et la traite d’enfants ;
- Principe de coopération : une coopération effective entre autorités doit être établie et maintenue afin d’assurer l’application effective des garanties ; et
- Principe des autorités compétentes : seules les autorités compétentes, nommées ou désignées dans chaque État, devraient être aptes à autoriser les adoptions internationales.

### Droit régional
Remarque : il n'existe pas de directive européenne en la matière. Le droit de la famille étant exclu du champ de compétence de l'Union européenne.

#### Organisation de l'unité africaine (OUA)
Le 1er juillet 1990, l'Organisation de l'unité africaine adopte la charte africaine des droits et du bien-être de l'enfant qui s'inspire d'une déclaration précédemment adoptée par l'OUA et de la Convention internationale des droits de l'enfant. La charte apporte aux termes de la convention une interprétation qui tient compte des spécificités du continent africain et de ses cultures. Elle est en vigueur dans 53 pays.
La charte apporte une précision au concept de « famille élargie » pour l'enfant, introduite par la Convention internationale des droits de l'enfant, par la mention du tuteur dans l'environnement familial ; ainsi que celle de « séparation temporaire » pour faits de « déplacement interne et externe provoqué par des conflits armés ou des catastrophes culturelles ». Une telle séparation appelant dès lors la mise en œuvre de mesures favorisant la réunion des enfants avec leurs parents. C'est l'Union africaine, qui a succédé à l'OUA, qui assure désormais le suivi de la charte, en particulier au travers du comité africain des experts sur les droits et le bien-être de l'enfant.

#### Conseil de l'Europe
Le 24 avril 1967, le Conseil de l'Europe adopte la « Convention européenne en matière d'adoption des enfants » qui entre en vigueur le 26 avril 1968. Le 26 janvier 2000, l'assemblée parlementaire du Conseil de l'Europe adopte une recommandation qui dénonce les dérives en matière d'adoption internationale et demande, notamment, au Comité des Ministres du Conseil de l'Europe d'affirmer plus avant sa volonté politique de faire respecter les droits de l'enfant par les États membres.
En 2008, 18 des 47 États membres du Conseil avaient ratifié le texte et 3 l’avaient signé. À cette date, une version révisée est élaborée puis adoptée. Au 14 décembre 2012, cette version est en vigueur dans 7 des 47 États membres du conseil. Le texte révisé introduit de nouvelles règles en matière de consentement, élargit l'accès à l'adoption en l'ouvrant aux couples non mariés, homosexuels ou hétérosexuels, traite des questions d'accès aux origines et fixe des conditions d'âge pour accéder à l'adoption.
Enfin, la Cour européenne des droits de l'homme, tribunal spécial du Conseil de l'Europe a eu à connaître un certain nombre d'affaires en matière d'adoption en raison d'une violation alléguée des articles 8 (droit à la vie privée et familiale) et 14 (discrimination) de la Convention. Les conditions de l'abandon des enfants ont ainsi pu être critiquées mais ces derniers temps c'est surtout la fermeture de l'adoption pour les homosexuels qui a pu être critiquée. Ainsi, depuis l'affaire E.B. c. France le motif d'homosexualité ne semble plus pouvoir être invoqué pour justifier, seul, d'un refus d'agrément à l'adoption.

## Procédures
Comme il est d'usage, les procédures générales sont peu décrites dans les conventions en vigueur en matière de droits de l'enfant et d'adoption internationale. Pour autant, elles stipulent un certain nombre de règles supranationales que l'ensemble des États signataires est supposé respecter.

### Procédures générales
Toute adoption doit (dans l'ordre) :
- répondre à l'intérêt supérieur de l'enfant, en d'autres termes, c'est l'enfant qui doit être bénéficiaire des effets de l'adoption, et non un quelque tiers pour une quelque raison que ce soit ;
- être autorisée par les « autorités compétentes » ;
- avoir été vérifiée quant à sa faisabilité par les dites autorités ;
- faire l'objet du consentement éclairé de ceux qui représentent juridiquement l'enfant. La vérification de ce consentement éclairé appartient aux mêmes « autorités compétentes ».

Les déclinaisons de ces quatre obligations varient profondément selon les États. Elles constituent cependant, normalement, un socle commun à l'ensemble des procédures nationales mises en œuvre par les pays ayant ratifié la Convention internationale des droits de l'Enfant.
Selon les pays, les candidats à l'adoption peuvent être soumis à l'obtention d'un agrément préalable à l'engagement des démarches en vue d'adopter. Les règles relatives à cette démarche relèvent du droit national de chaque pays.

### Procédures particulières en cas d'adoption internationale
En cas d'adoption internationale, on distingue les procédures des pays ayant ratifié la convention sur la protection des enfants et la coopération en matière d’adoption internationale et celles des autres pays. Le site internet de la Conférence de la Haye de droit international privé (HCCH) tient à jour la liste des pays concernés.
Dans le cas des pays ayant ratifié la convention :
1. la recherche directe d'enfants par les candidats auprès des orphelinats du pays d'origine, la rencontre des candidats avec l'enfant avant le terme des procédures d'adoption sont interdites. Ces deux clauses essentielles visent à protéger les enfants concernés contre toute sorte de trafic, ou d'atteinte psychologique résultant de la création anticipée d'un lien affectif avec les candidats.
2. la procédure de mise en relation entre le candidat du pays d'accueil et l'enfant du pays d'origine incombe exclusivement aux Autorités centrales désignées à cet effet dans les deux États. La liste des Autorités centrales est publiée sur le site internet de la HCCH[37].
3. la procédure de mise en relation peut être accompagnée par des organismes agréés par les deux États. Ces organismes sont soumis au contrôle des États dans lesquels ils agissent. Une liste partielle est disponible sur le site de la HCCH[37] sur la page de chaque pays mentionné. Chaque pays d'accueil tient à jour la liste complète des organismes autorisés à agir en intermédiaires en adoption internationale.
4. l'adoptabilité de l'enfant doit avoir été clairement établie par le pays d'origine. En son article 4, la convention énumère 10 critères de contrôle strict destinés à garantir que l'adoption internationale répond bel et bien à l'intérêt supérieur de l'enfant (épuisement des voies de protection locales, information sur les conséquences juridiques de l'adoption internationale, libre consentement des personnes ou institutions responsables de l'enfant, consentement sans contrepartie financière, consentement de la mère - s'il y a lieu - intervenu exclusivement après la naissance, si possible et nécessaire : information et consentement de l'enfant, prise en compte de ses souhaits et avis, absence de recueil de son consentement par voie de contrepartie financière).
5. le pays d'accueil doit avoir vérifié la qualité des candidats au regard d'un projet d'adoption, et la capacité juridique de l'enfant à entrer dans le pays et y séjourner de façon permanente.
6. enfin, les seuls frais et paiements éventuellement requis auprès des candidats doivent être « les frais et dépenses, y compris les honoraires raisonnables des personnes qui sont intervenues dans l'adoption ». Tout autre gain matériel « indu » étant strictement exclu. Dans la pratique, ces frais se constituent normalement des coûts engagés par l'orphelinat pour l'enfant et des coûts de procédure administrative.

Dans le cas des pays n'ayant pas ratifié la convention :
- si seul le pays d'origine l'a ratifiée, alors les responsabilités qui lui incombent s'imposent. Il s'agit en particulier des exigences 1, 3, 5 et 6 énumérées ci-dessus.
- si ni le pays d'origine ni le pays d'accueil ne l'ont ratifiée, alors les procédures relèvent des droits nationaux des deux pays concernés, ainsi que - lorsqu'elles existent - des conventions bilatérales signées entre les deux pays pour les questions d'adoption internationale. On parle alors de « démarche individuelle[38] » qui impose aux candidats de procéder eux-mêmes à la recherche d'un enfant dans le pays d'origine, ce que les pays signataires de la convention excluent.

## Problématiques actuelles
Depuis la seconde moitié du XXe siècle, l'institution de l'adoption est traversée par de profondes mutations qui reflètent les évolutions des sociétés et des mentalités. Elle devient un moyen de protection de l'enfance, déborde des frontières (adoption internationale), et s'éloigne lentement du modèle de la famille biologique (connaissance des origines, adoption homoparentale).

### Adoption internationale
En quelque quarante années, entre 1969 et 2010 et selon les statistiques connues, les déplacements d'enfants dans le monde au motif d'une adoption internationale subissent un accroissement quantitativement majeur, passant de 1 239 (1969) à 675 243 enfants (2010), soit près de 545 fois plus. Les carences de contrôles quant à l'adoptabilité réelle des enfants proposés dans les orphelinats des pays d'origine ont pu conduire à des abus et des trafics d'enfants. C'est tout l'objet des réglementations internationales que d'en protéger les enfants, et les candidats à l'adoption, comme le précise l'UNICEF dans sa position sur l'adoption internationale. Depuis 2003 toutefois, le nombre d'adoptés internationaux baisse : il y a eu en 2013 trois fois moins d'adoptions internationales qu'en 2003.
Parmi les grands pays d'origine des enfants adoptés à l'international, de sérieuses dérives ont été constatées au Guatemala, qui gèle en 2008 plus de 3 000 dossiers à la suite de la découverte d'irrégularités massives dans l'un des principaux orphelinats du pays. Au Cambodge, face aux fraudes constatées, les États-Unis suspendent les adoptions internationales le 21 décembre 2001, suivis par un certain nombre de pays. En décembre 2009, le pays déclare une suspension provisoire de toutes les adoptions internationales consécutive à sa ratification de la convention sur la protection des enfants et la coopération en matière d’adoption internationale. En Haïti, à la suite du séisme de 2010, des enlèvements d'enfants ont été signalés. (compléter sources et dates)
Toute adoption internationale impose aux États parties de résoudre les problèmes de conciliation de droits qu'elle engendre. Ainsi, en France, de nombreuses difficultés sont apparues pour l'adoption plénière d'enfants adoptés en Haïti qui ne reconnaît, en son droit local, que l'adoption simple. Les familles adoptives sont, dès lors, confrontées à l'interprétation des tribunaux. Par avis du 4 avril 2011, la Cour de cassation française a confirmé que « la formalité de la légalisation des actes de l’état civil établis par une autorité étrangère et destinés à être produits en France demeure, selon la coutume internationale et sauf convention contraire, obligatoire pour y recevoir effet », autrement dit que la conversion en adoption plénière française d'une adoption simple haïtienne n'était pas possible malgré la production du consentement des parents de naissance, ce consentement n'ayant pas été légalisé par les autorités haïtiennes. L'avis de la Cour de cassation, et les arrêts auxquels il fait référence, ne porte que sur l'absence de légalisation des documents produits.

### Accès aux origines
Tandis que l'adoption ouverte apparaît aux États-Unis, le droit pour les enfants adoptés d'accéder à leurs origines biologiques, et les moyens pour exercer ce droit, sont vastement débattus dans certains pays, dont la France, pendant les années 1990. S'opposent alors « les défenseurs des secrets verrouillés coûte que coûte » aux « promoteurs de la transparence de l’origine à tout prix ». Selon l'analyse des conventions internationales publiée en 2006 par la Coordination des ONG pour les droits de l'enfant (Belgique), ce droit d'accès aux origines « n’est à ce jour pas formalisé explicitement dans ces conventions internationales ». Les législations varient profondément entre les pays, notamment européens, selon qu'ils autorisent, ou non, l'accouchement dans le secret.

### Adoption homoparentale
L'adoption homoparentale est le moyen pour deux personnes de même sexe d'adopter des enfants. Le ou les enfants vivant dans un foyer homosexuel peuvent alors avoir les mêmes droits familiaux et patrimoniaux qu'un enfant vivant dans un foyer hétérosexuel. L'adoption homoparentale peut concerner l'enfant biologique du conjoint comme un enfant extérieur au foyer. Elle résulte le plus souvent de la possibilité pour les couples de même sexe de se marier, qui existe inégalement dans le monde. Son apparition va de pair avec le recul des discriminations fondées sur l'orientation sexuelle, qui prend son essor dans les années 2000.

### Difficultés familiales
- Si leur mère biologique a consommé de l'alcool lors de la grossesse, les enfants proposés à l'adoption peuvent être atteints du syndrome d'alcoolisation fœtale ou trouble du spectre de l'alcoolisation fœtale, et présenter des problèmes de comportement ou d'apprentissage. La consommation d'alcool et la séparation mère-enfant étant souvent liées, les enfants SAF/TSAF ne sont pas rares parmi les enfants abandonnés[49].

### Filmographie
- Couleur de peau : miel - film de Laurent Boileau et Jung Sik-jun
- Holy Lola - film de Bertrand Tavernier
- Une vie toute neuve - film de Ounie Lecomte
- Philomena - film de Stephen Frears

### Webographie
- Fondation suisse du Service social international
- Recensement non exhaustif de ressources sur l'adoption internationale